# پرستوی خط‌دار کوچک
پرستوی خط‌دار کوچک (نام علمی: Cecropis abyssinica) نام یک گونه از سرده پرستوهای حنایی است.